# Associação Nacional de Jovens Empresários
A Associação Nacional de Jovens Empresários (ANJE) MHM foi fundada a 29 de Julho de 1986, no Porto, com o propósito de pugnar por melhores condições tanto de acesso da juventude portuguesa à actividade empresarial como de proficiente exercício da mesma.

## História
A associação foi fundada como resultado do trabalho desenvolvido por um grupo de jovens empresários que em Dezembro de 1979, se reuniam informalmente - a Ala dos Jovens Empresários - preocupados no essencial com as dificuldades de acesso à função e início de desenvolvimento de uma actividade empresarial.

## Estrutura
A ANJE gere uma rede de 12 centros empresariais espalhados por Portugal, ao todo são cerca de 150 espaços físicos para a instalação de empresas, a abrangência geográfica e o constante crescimento da rede de infra-estruturas afiguram-se igualmente como elementos distintivos dos serviços de incubação empresarial da ANJE.

## Reconhecimentos
A 8 de Junho de 2012 foi feita Membro-Honorário da Ordem do Mérito.
É membro fundador da Confederação Europeia de Jovens Empresários – Yes For Europe – e está representada no Comité Económico e Social da União Europeia e num conjunto diversificado de organizações de âmbito nacional e internacional.

## Projetos

### Academia dos Empreendedores
Foi criada pela ANJE em 1997 com a missão de mobilizar os jovens portugueses para a necessidade de uma cultura de iniciativa e de risco.

### Portugal Fashion
É promovido pela ANJE em colaboração com a ATP – Associação Têxtil e Vestuário de Portugal, projecto esse que tem actualmente como parceiros institucionais a AICEP – Agência para o Investimento e Comércio Externo de Portugal e a Câmara Municipal de Vila Nova de Gaia.

## Prémio do Jovem Empreendedor
O Prémio do Jovem Empreendedor foi criado em 1998 pela Academia dos Empreendedores, com o intuito de distinguir e valorizar empresas em fase de criação e/ou expansão de negócios.